# Mutsk
Mutsk (in armeno Մուցք) è un comune di 375 abitanti (2010) della Provincia di Syunik in Armenia.